# Giáo hoàng đối lập Victor IV (1138)
Victor IV (chết sau tháng 4 năm 1139), là một giáo hoàng đối lập trong một thời gian ngắn vào năm 1138.
Ông sinh ra ở Ceccano với tên là Gregorio Conti. Giáo hoàng Paschal II đã đặt ông làm hồng y linh mục của SS. XII Apostoli vào khoảng năm 1102. Nhưng vào năm 1112, Paschal II đã phế truất và tước bỏ tước hiệu của ông. Bởi vì ông (cùng với Đức Hồng y Robert S. Eusebio, sau đó cũng bị lật đổ) đã chỉ trích nặng nề chính sách của giáo hoàng Paschal II với hoàng đế Henry V. Ông được khôi phục chức Hồng y vào năm 1122 hoặc 1123 bởi giáo hoàng Callistus II.
Trong cuộc bầu cử Giáo hoàng năm 1130, ông tham gia và vâng phục Giáo hoàng đối lập Anacletus II (1130-1138). Sau khi Anacletus chết, ông đã được chọn làm người kế nhiệm vào tháng 3 năm 1138. Tuy nhiên, do ảnh hưởng của thánh Bernard thành Clairvaux mà hai tháng sau đó ông đã quy phục Giáo hoàng Innocent II (1130-1143). Innocent II ban đầu chấp nhận khôi phục lại chức vụ hồng y của SS. Apostoli, nhưng tại công đồng Lateran thứ hai vào tháng 4 năm 1139 tất cả thuộc phe của Anacletus II đã bị lên án và bị lật đổ. Do đó, ông đã lui ẩn dật ở tu viện S. Eusebio Fontanella. Ngày chết của ông không được ghi lại, người kế nhiệm ông trong cuốn sách SS. Apostoli đã đưa ra ngày chết của ông là 04 Tháng 1 năm 1157.